# Château des Bordes (Pontlevoy)
Pour les articles homonymes, voir Château des Bordes.
Le château des Bordes est un petit château champêtre français situé sur la commune de Pontlevoy, dans le Loir-et-Cher, en région Centre-Val de Loire. 

## Histoire
En 1763, M. de la Ponce acquiert un domaine et un petit château situés à Pontlevoy. Il demande alors à l'architecte Louis-Denis Le Camus de l'agrandir et de le remodeler afin de l'adapter aux goûts du XVIIIe siècle. Un nouveau corps de bâtiment est ainsi édifié en face de celui qui existait auparavant, puis un corps central est élevé pour réunir les deux autres. 
En 1842, le domaine tombe en héritage en faveur d'Armanda de Ribeyreys, qui s'y installe avec son époux, Guillaume-Théodat de Belot,. À la mort de ce dernier en 1878, le domaine est transmis à leur fille aînée, Pauline (1828–1888), qui se maria en secondes noces avec Léopold de Bodard de La Jacopière, maire de Pontlevoy. Les descendants directs de la famille de Bodard de La Jacopière et de la famille Belot possèdent toujours le château des Bordes de nos jours,,. 
Au XIXe siècle, un escalier d'apparat et une galerie de communication sont ajoutés à l'ensemble. Enfin, un décor néo-Rocaille est placé dans le château.
Depuis 1997, le château des Bordes est inscrit au titre des monuments historiques et diverses constructions annexes le sont en 2018.